# Rhytidiadelphus triquetrus
Rhytidiadelphus triquetrus là một loài Rêu trong họ Hylocomiaceae. Loài này được (Hedw.) Warnst. miêu tả khoa học đầu tiên năm 1906.

## Hình ảnh

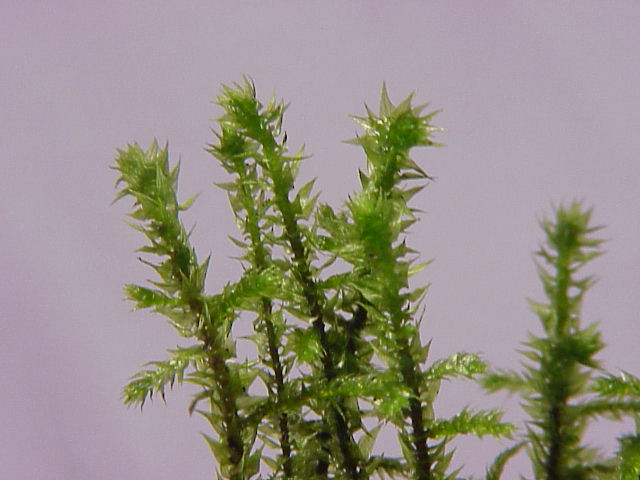
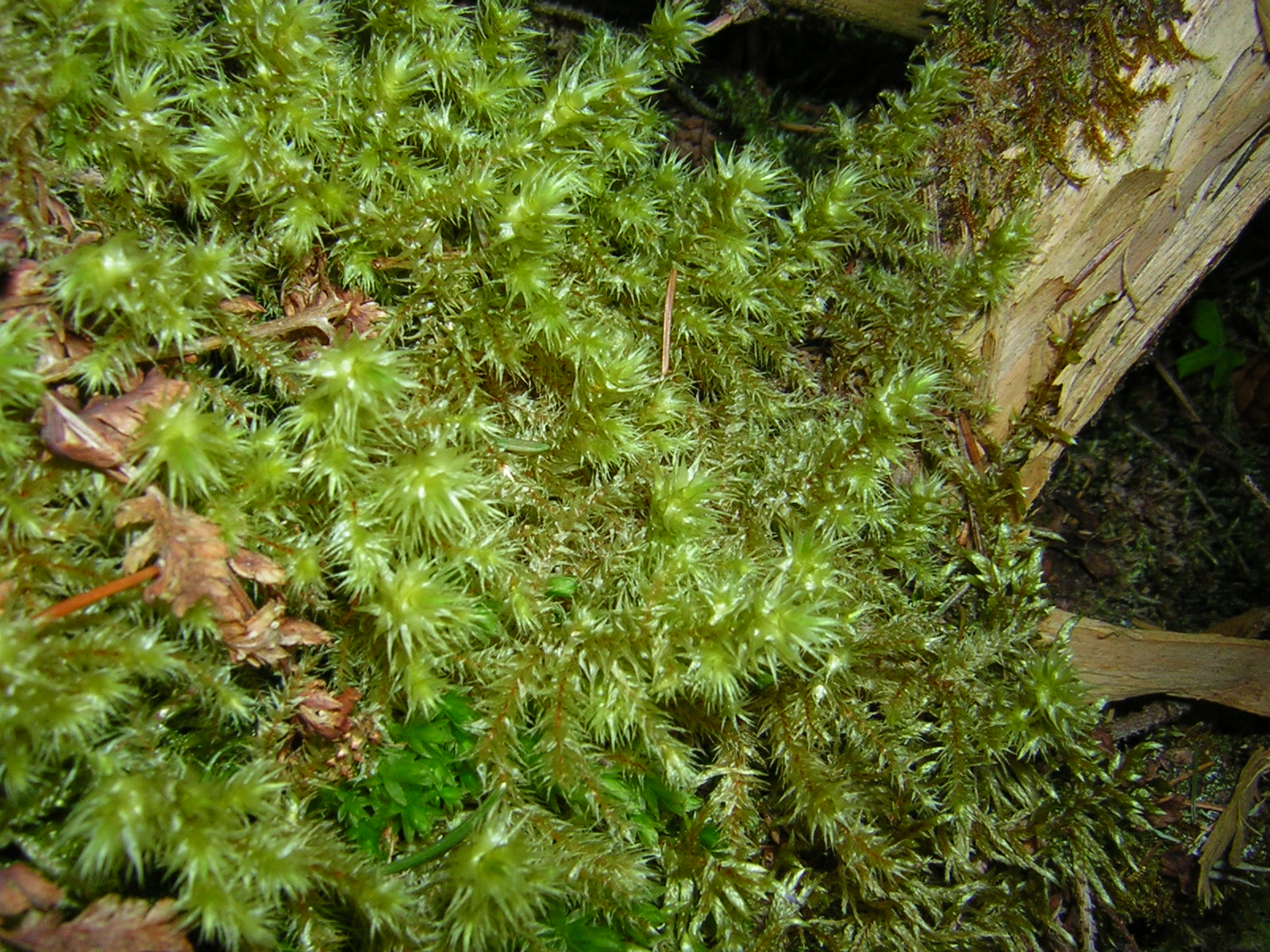
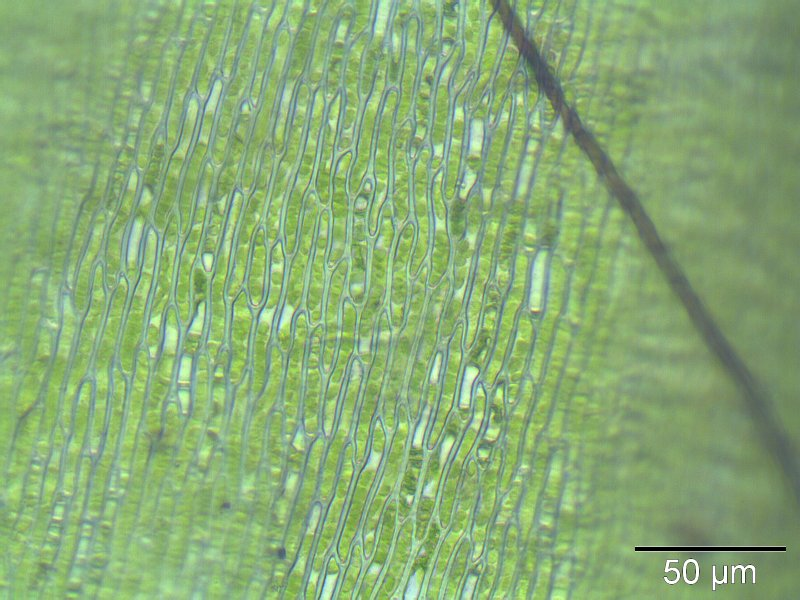
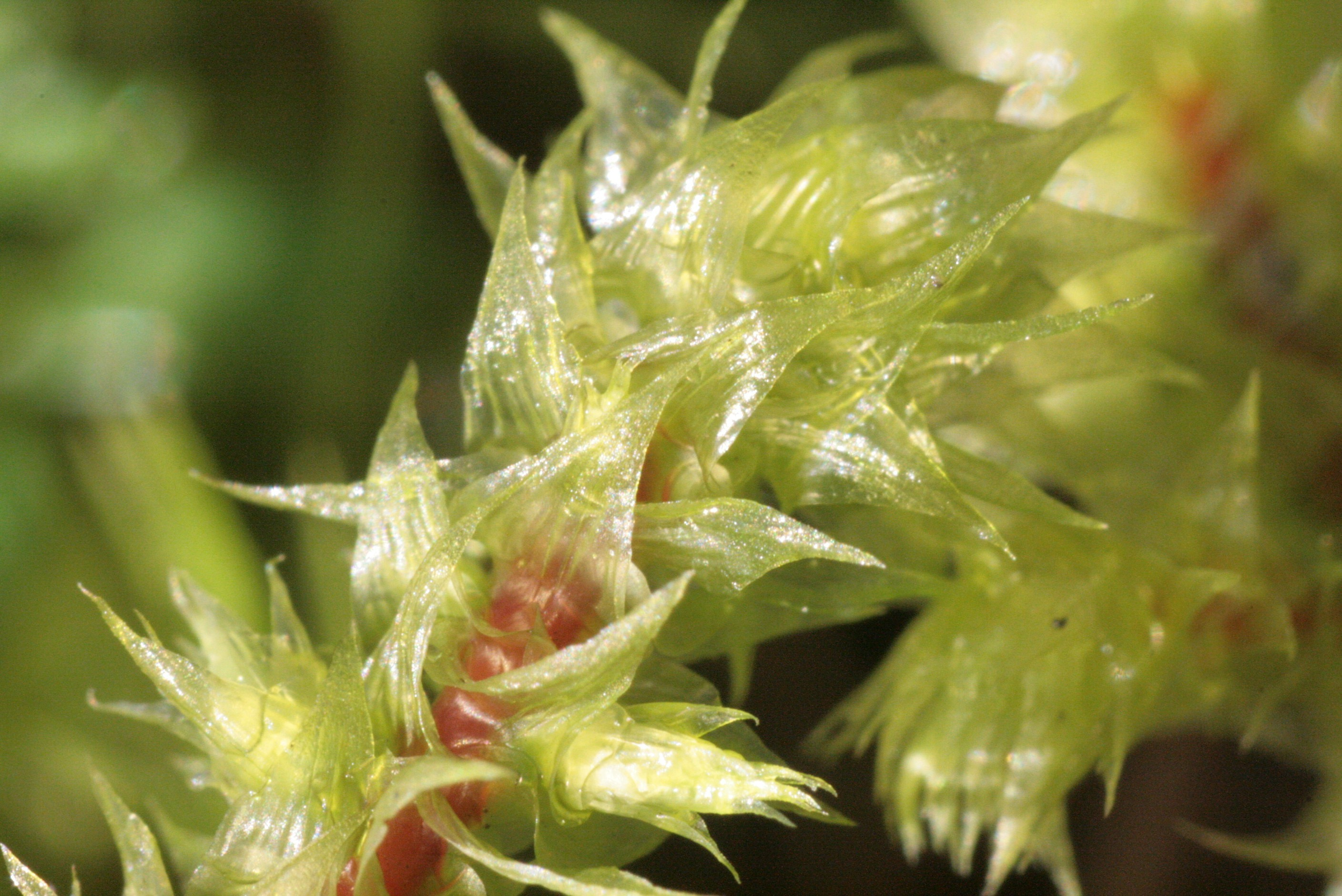